# 水運儀象台

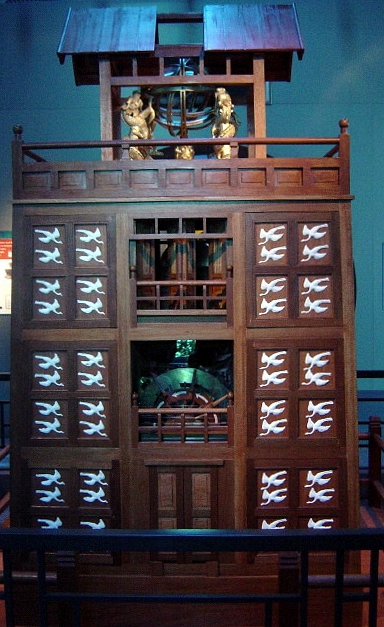
苏颂的水运仪象台比例模型

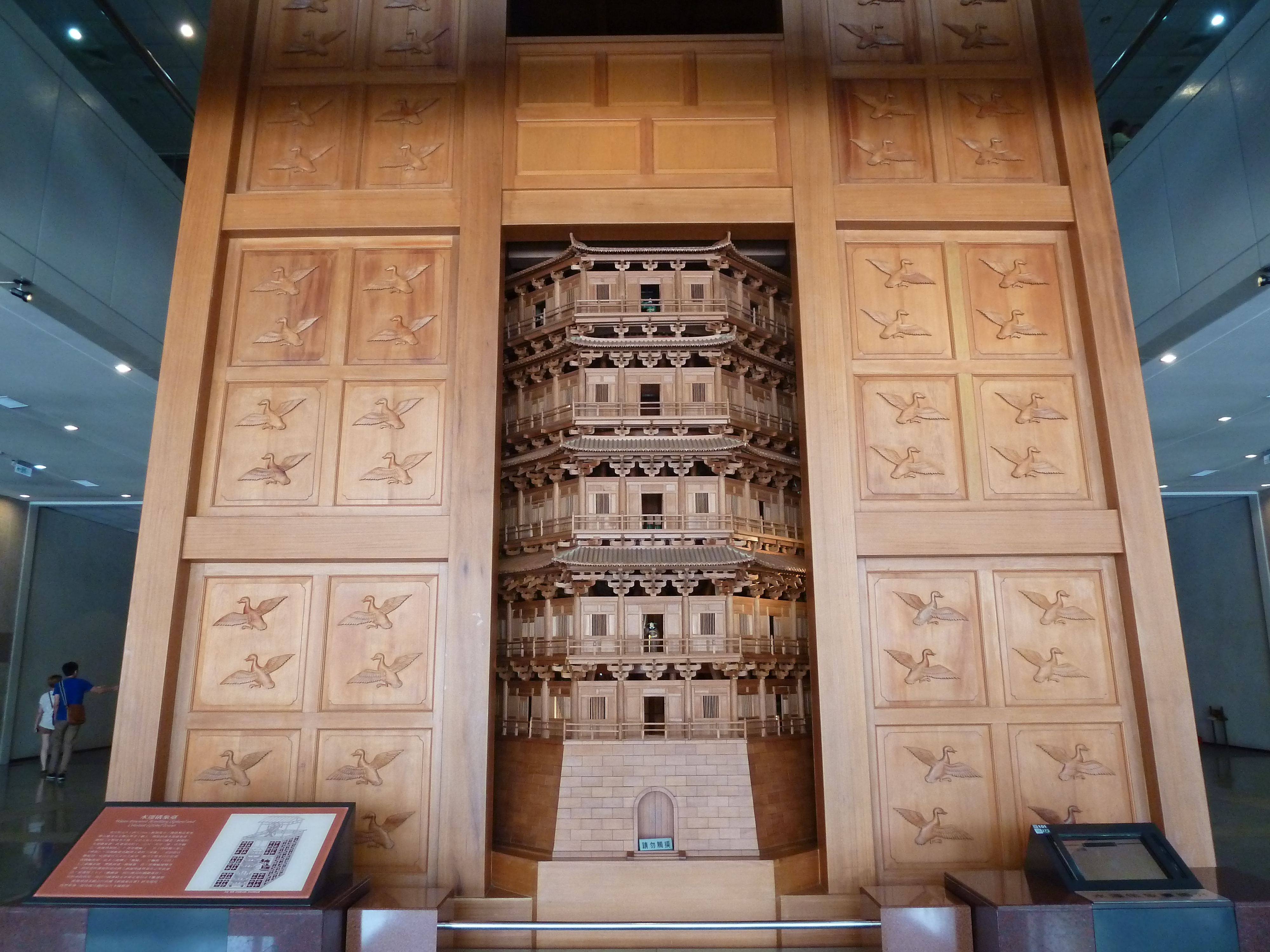
國立自然科學博物館人類文化廳的水運儀像台

水運儀象台，由北宋蘇頌發明的自動化機械化天文演示裝置。
元祐（1086年）蘇頌檢驗太史局的渾儀時，決心要將渾儀、渾象和報時裝置結合。蘇頌拜訪吏部守當官韓公廉，取得張衡、張思訓的“儀器法式大綱”。元祐三年（1088年）開始動工，元祐七年（1092年）「水運儀象台」竣工。
水運儀象台外形類似於天文臺，高約12米，寬7米，上下分三層；上層是渾儀（天體測量之用），中層是渾象（天體運行演示），下層是司辰（自動報時器），全程用水力推動，可精確報時，李約瑟指這是歐洲天文钟的直接祖先。蘇頌於紹聖初年著《新儀像法要》一書，詳述水運儀象台的整體功能、零件150多種，60多幅插圖。

## 原件與復原
水運儀象台原件在靖康之禍（1127年）時，金兵將水運儀象台掠往燕京（北京）置於司天台，金朝貞祐二年（1214年），金遷都開封，因不便運輸被丟棄，而南宋時蘇携保存的手稿因無人理解其中方法而無人能仿造。
中華人民共和國成立後，清華大學机械工程学家劉仙洲於1953年至是1954年發表《中國在原動力方面的發明》、《中國在傳動機件方面的發明》兩篇關於對此儀動力研究的論文。英國科技史學者李約瑟對此儀的動力也有研究，在1956年於《自然》雜誌發表論文。
中國考古學家王振鐸於1958年最先復原水運儀象台模型，除發表《揭開了我國「天文鐘」的秘密》論文並繪製復原詳圖存世。該復原原件存放於中國歷史博物館；近年主要由苏州市古代天文计时仪器研究所復原並送至各地科技館或天文館收藏。
水運儀象台在近代首次全功能、原尺寸成功復原製作是由位於台灣台中的國立自然科學博物館於1994年完成，目前放置於該館中國科學廳（現稱“人類文化廳”）。這一座水運儀象台是真正利用原始的水力推動計時，並未採用現代的計時或動力作為輔助。

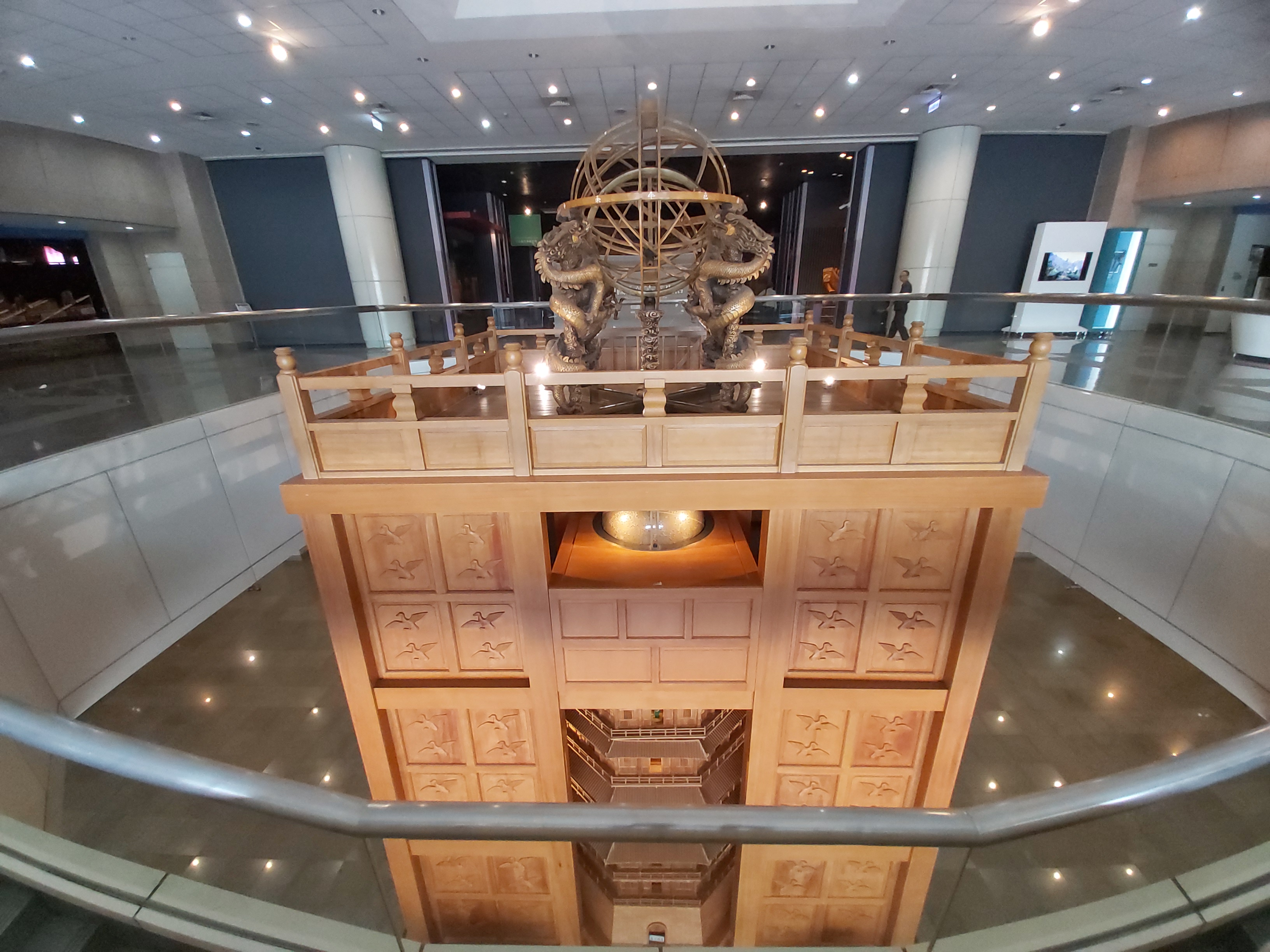
頂層
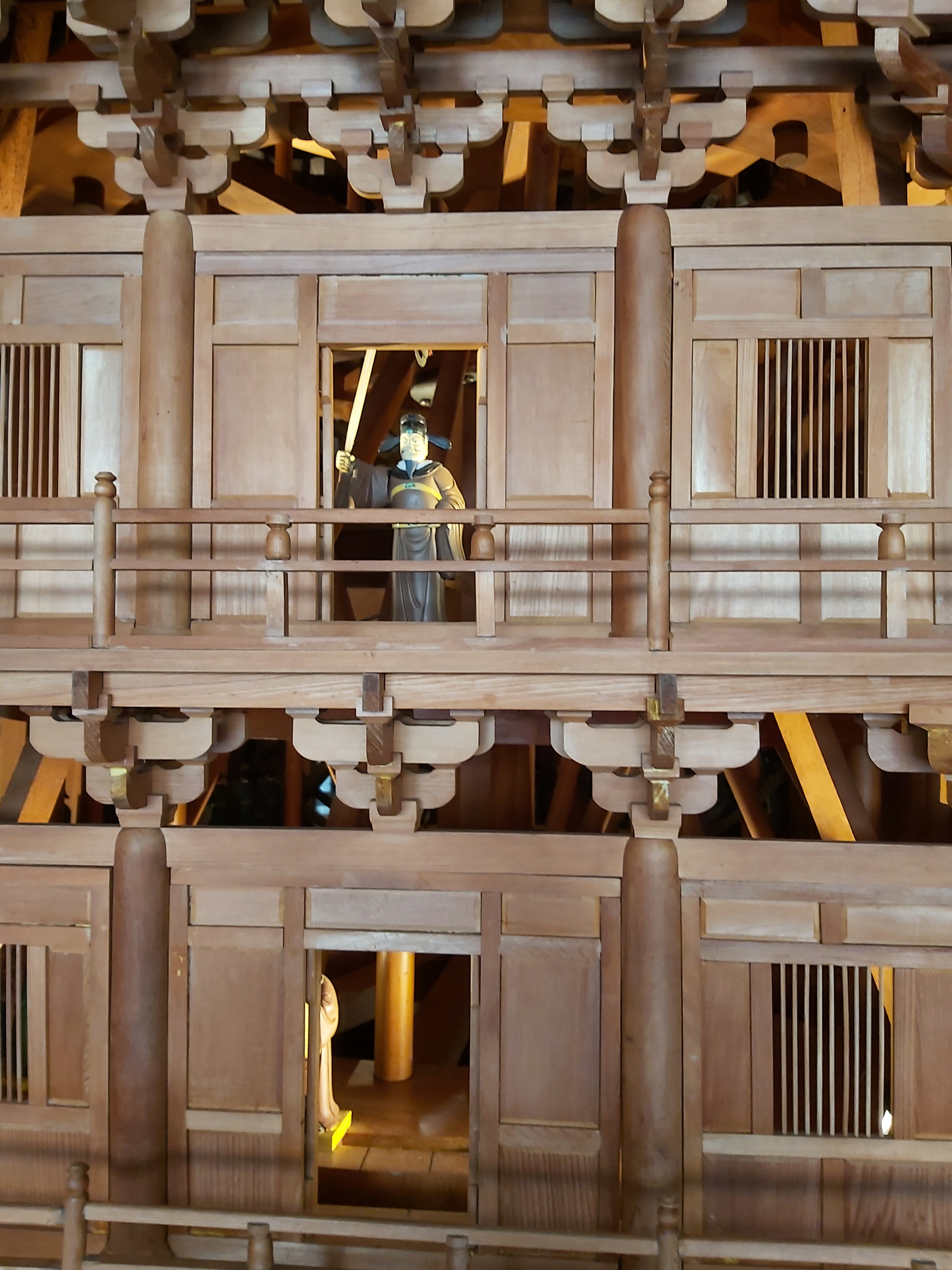
細部
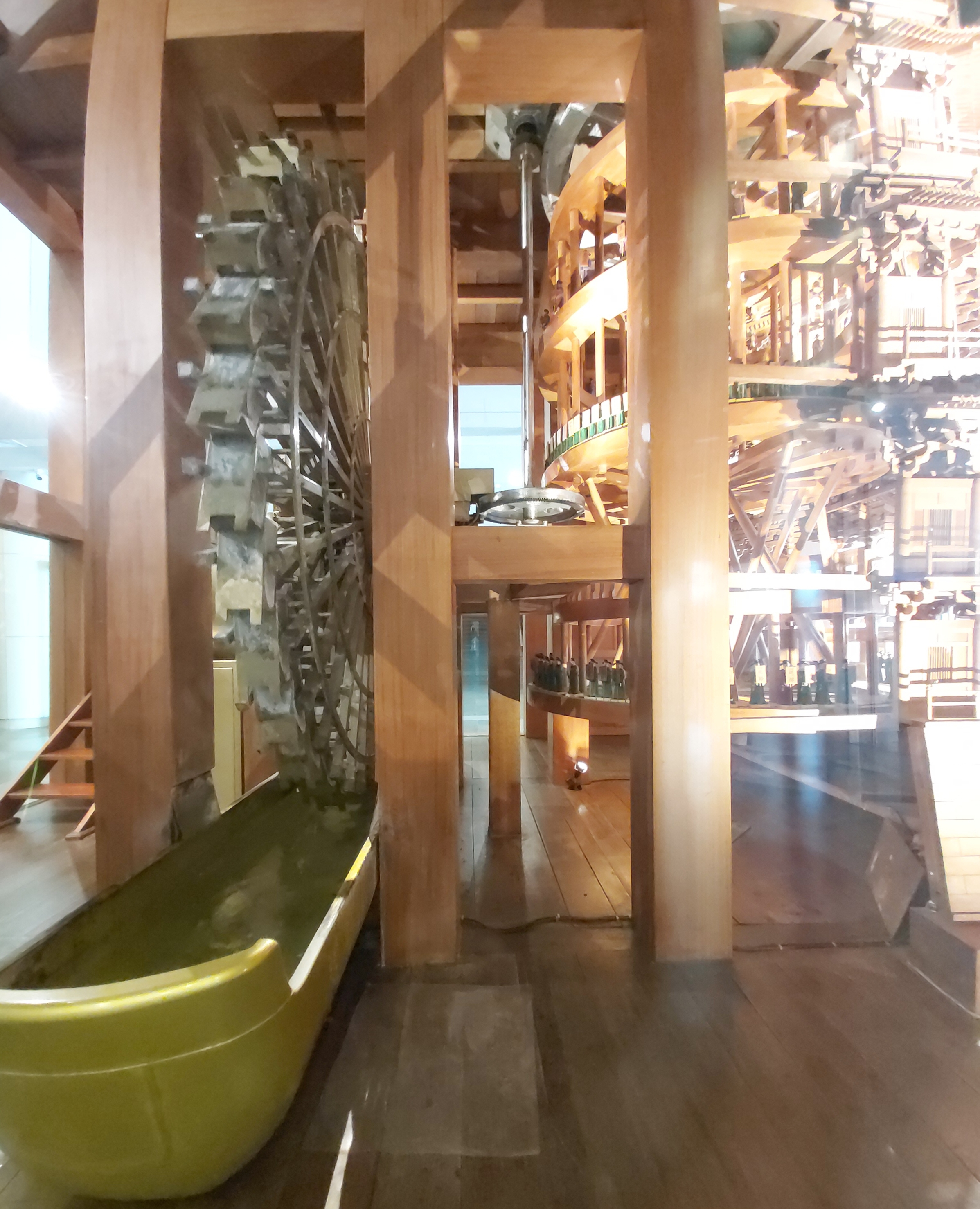
側面結構
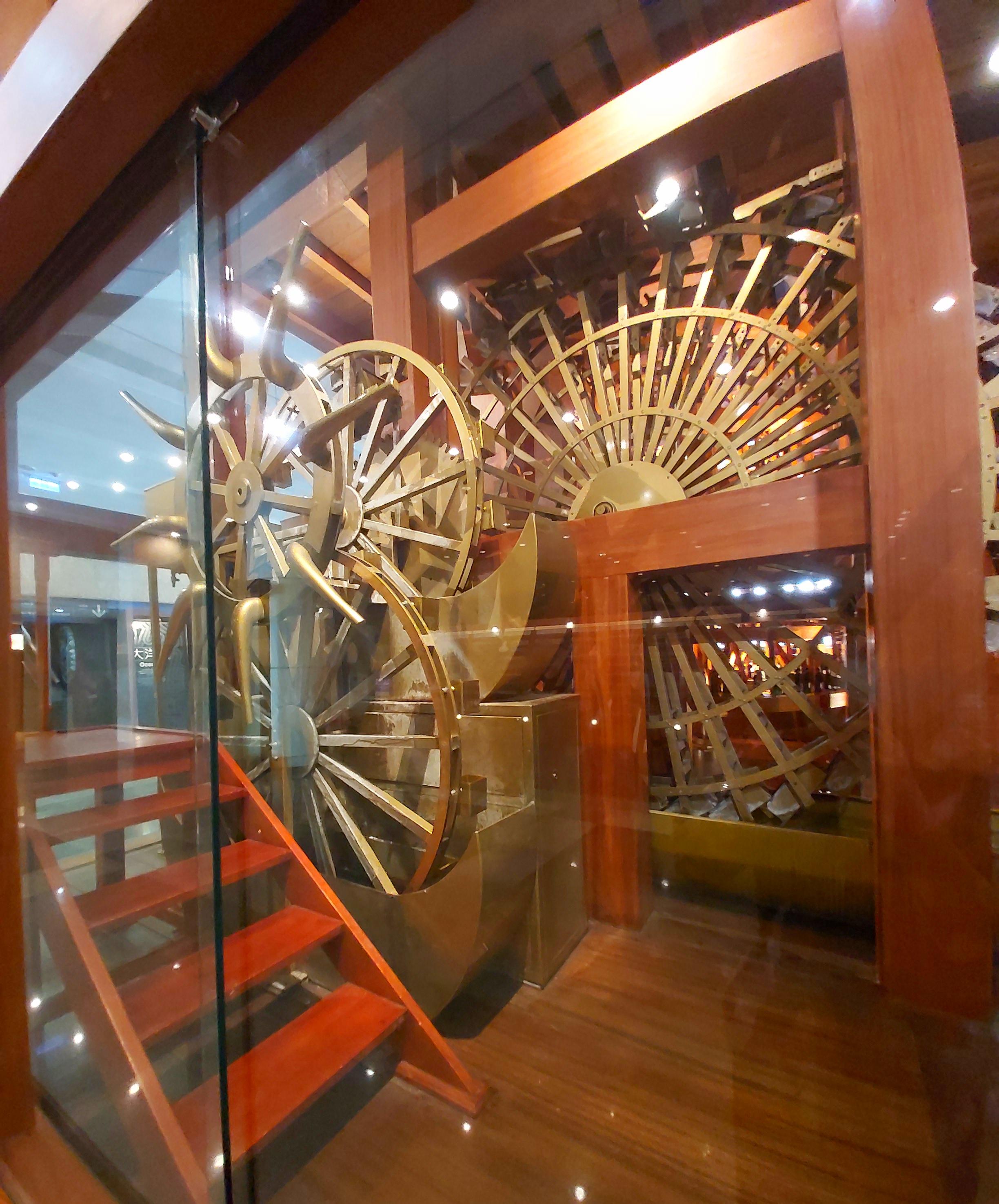
背面結構

## 研究書目
- Joseph Needham（李約瑟）著，鮑國寶 等 譯：《中國科學技術史》，第4卷第2分冊《機械工程》（北京：科學出版社，1999），(j)節「被埋沒了六個世紀的時鐘機構」，頁489-597.